# 별건구속
|                                                                  |
| 형사소송법                                                       |
| 이념과 구조                                                      |
| 무죄 추정의 원칙 · 자백배제법칙 · 전문법칙                       |
| 증거보전청구권 · 형사보상청구권 · 독수독과이론                   |
| 실체적 진실주의 · 적정절차 · 신속한 재판의 원칙                  |
| 진술거부권 · 접견교통권 · 증거개시제도                           |
| 열람등사권 · 위법수집증거배제법칙                                |
| 법원                                                             |
| 제척 · 기피 · 회피 관할 · 이송 · 법관                            |
| 피고인과 변호인                                                  |
| 피고인 ·변호인 · 성명모용자 · 공동피고인 국선변호인 · 법정대리인 |
| 검사                                                             |
| 기소독점주의 · 검사 동일체의 원칙                                |
| 수사                                                             |
| 함정수사 · 불심검문 · 임의동행 · 동행요구 · 사법경찰관           |
| 구속                                                             |
| 구속영장 · 체포영장                                              |
| 증거법                                                           |
| 정황증거 · 전문증거 · 진술조서 · 진술서 · 실황조사서 · 검증조서  |
| 진술 · 증인                                                      |
| 재판                                                             |
| 공소장 · 공소장일본주의                                          |
| 고소 · 고발 · 고소불가분의 원칙 · 자수                           |
| 상소                                                             |
| 항소, 상고 & 비상상고                                            |
| 다른 7법 영역                                                    |
| 헌법 · 민법 · 형법                                               |
| 민사소송법 · 형사소송법 · 행정법                                 |
| 포털: 법 · 법철학 · 형사정책                                     |
| v • d • e • h                                                    |

별건구속(別件拘束, pretextual arrest)이란 수사기관이 본래 의도하고 있는 사건(본건)의 수사를 위하여 다른 사건(별건)을 이유로 피의자를 구속하는 것을 뜻한다. 예를 들어 명예훼손으로 구속한 피의자를 뇌물수수혐의로 조사하는 것이 있다. 별건구속의 합법성은 논란의 대상이 되고 있다. 유사한 개념으로 별건체포가 있다.

## 사례
위키군은 위키백과 사이트 해킹혐의로 체포영장이 발부되었는데 유명 남자 연예인 명예훼손사실이 밝혀져서 별도의 체포영장을 발부받았다.
甲에 대한 살인피의사건을 수사하고 있던 중 마침 동인에게 공갈험의가 생겼기 때문에 우선 공갈사건으로 甲을 체포하고 구속한 뒤에 그 구속기간을 이
용하여 위 살인사건에 대해 申음 조사한 경우 별건구속으로 위번할 것이다.

## 같이 보기
- 구속
- 구속영장
- 이중구속
- 재구속
- 여죄수사

## 참고 문헌
- 검찰, '별건(別件)구속' 수사 악습 없앨 때 됐다[깨진 링크(과거 내용 찾기)]
- 손동권, 『형사소송법』, 세창출판사, 2010. (ISBN 8984112968)